# Col des Moises
Le col des Moises est un col alpin situé en Haute-Savoie, dans le massif du Chablais.

## Géographie
Le col des Moises, plateau ouvert à 1 121 m d'altitude, est situé sur le bassin méridional du lac Léman, entre les contreforts de l'Aiguille et le crêt Pugin. La rivière Menoge prend sa source dans des marécages à proximité du col.
Il relie Habère-Poche au sommet de la vallée Verte au pays de la Côte par une route secondaire, la départementrale 246. Celle-ci présente un passage sur son versant nord à 9 % alors que son versant sud ne dépasse jamais les 6 %.

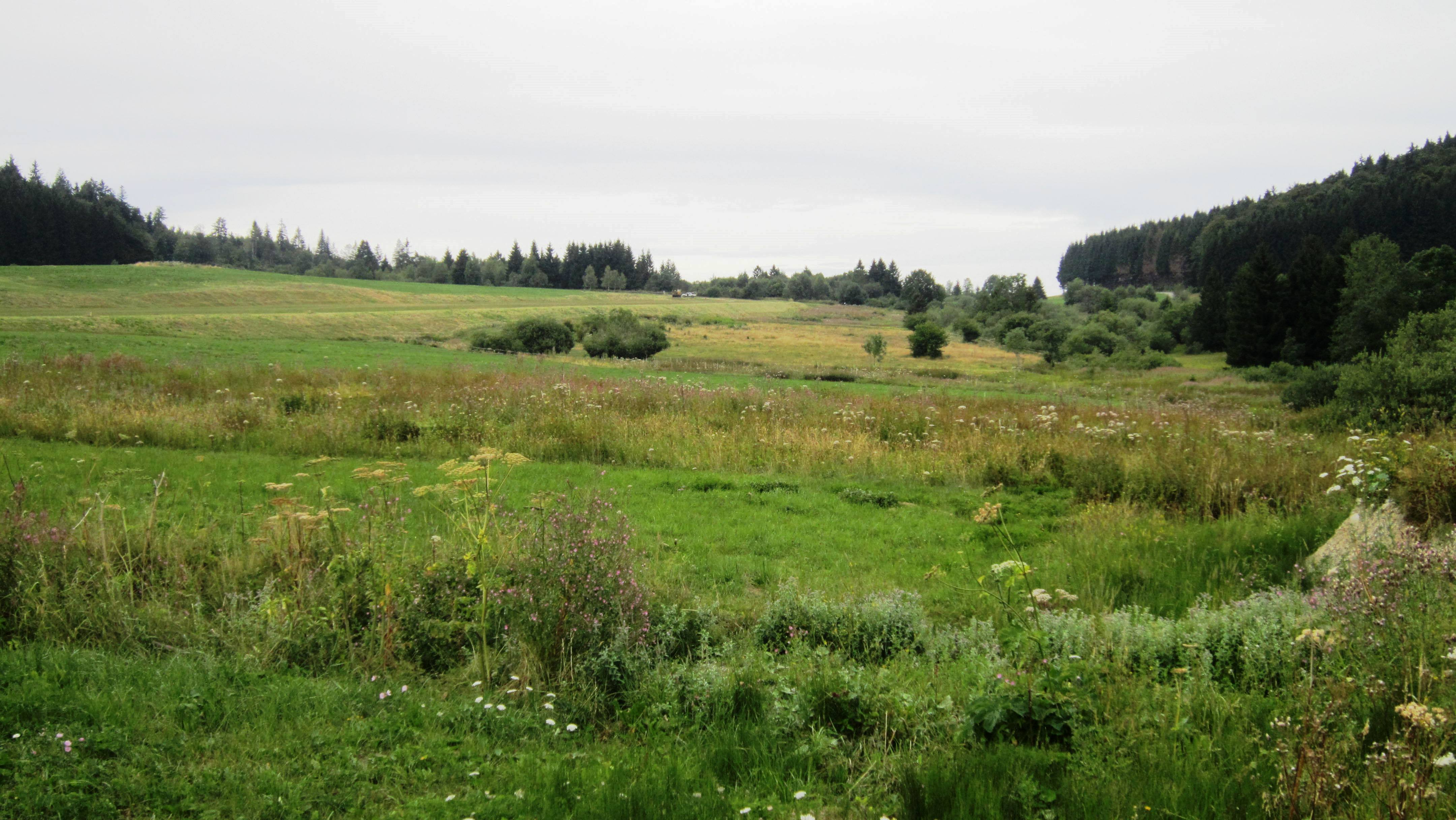
Les tourbières des Moises.
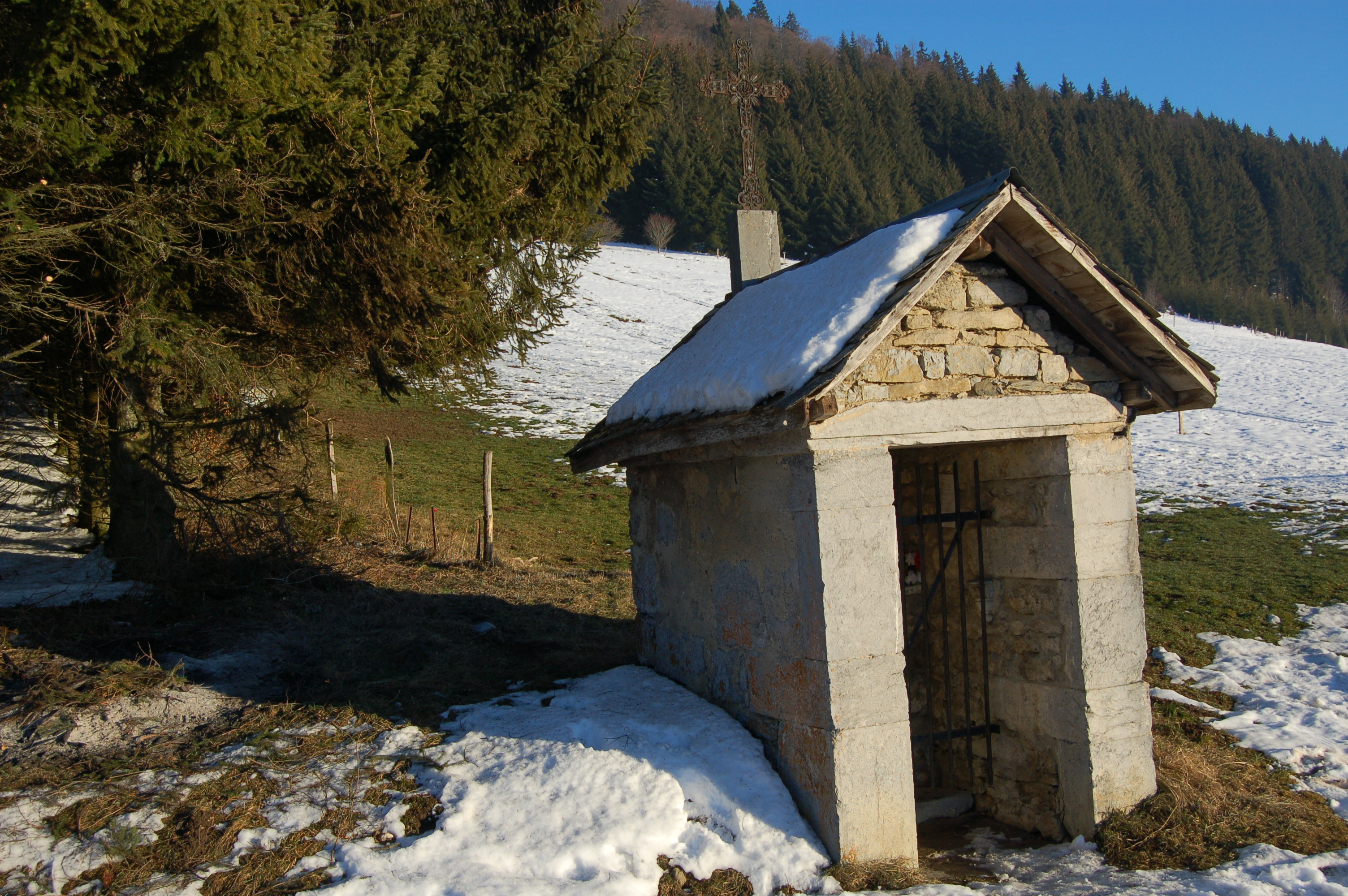
L'oratoire.
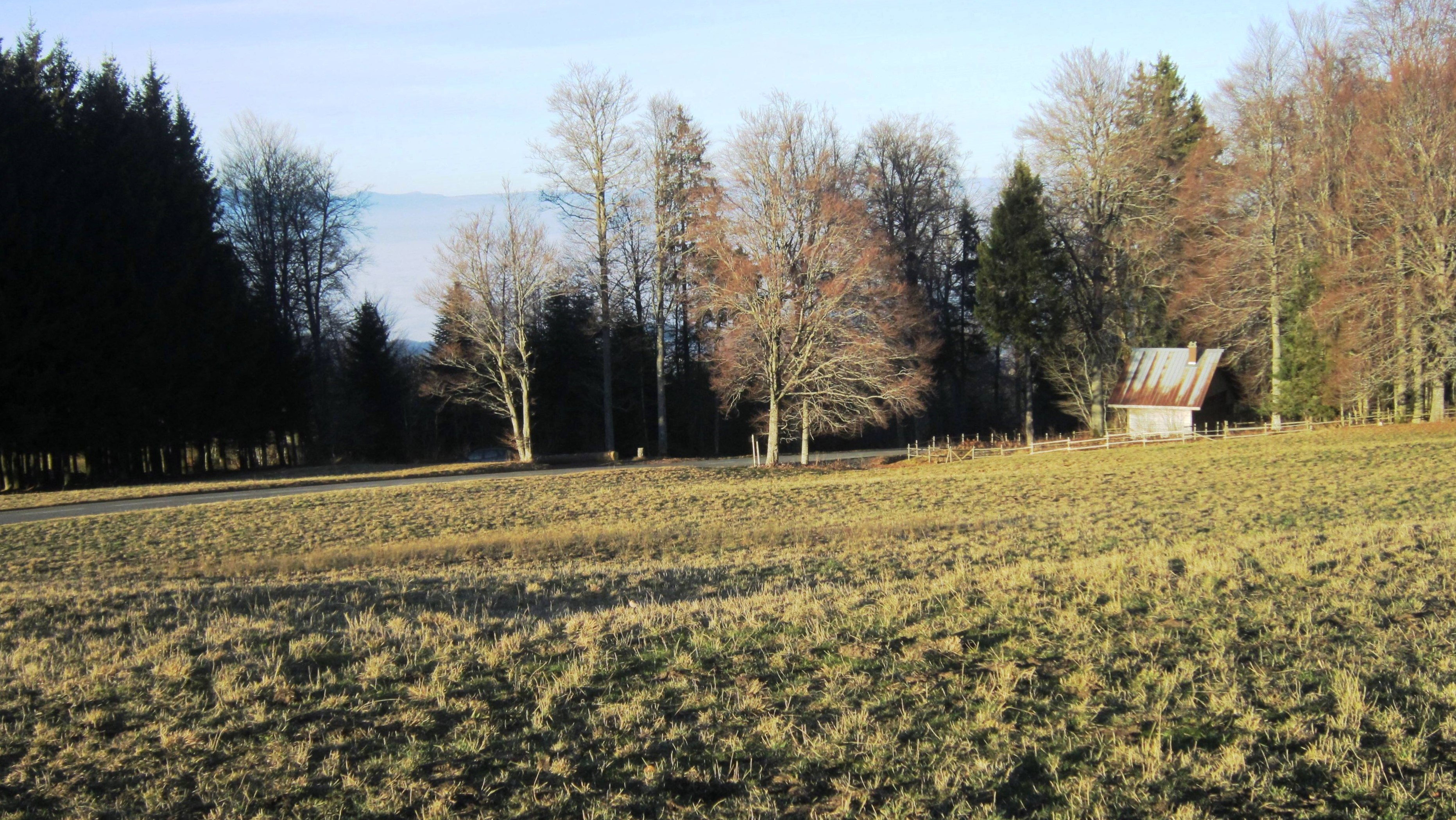
Vue vers le nord.

## Protection
Le col des Moise est classé zone naturelle d'intérêt écologique, faunistique et floristique (ZNIEFF). Cette tourbière est riche de 29 espèces de cypéracées. Elle comporte huit espèces végétales protégées au niveau national ou régional, et plusieurs autres rares en Haute-Savoie dont : 
- la Molinie bleue ;
- la Laîche des bourbiers et à deux étamines ;
- des espèces de sphaigne[5].

## Installations
On note sur le versant de la commune d'Habère-Poche :
- un petit oratoire qui subsiste près du col à la limite communale avec Draillant ;
- un foyer de ski de fond dont les pistes sillonnent le plateau et utilisent en partie les itinéraires des « balcons du Léman » avec des liaisons vers Saxel (9 km) et le col du Feu (Lullin 15 km)[6] ;
- un petit aérodrome avec une école de pilotage de planeur aménagée depuis 1995 en contrebas du col[7] ;
- un élevage caprin, la ferme des Moises, également installé sur ce plateau[8].

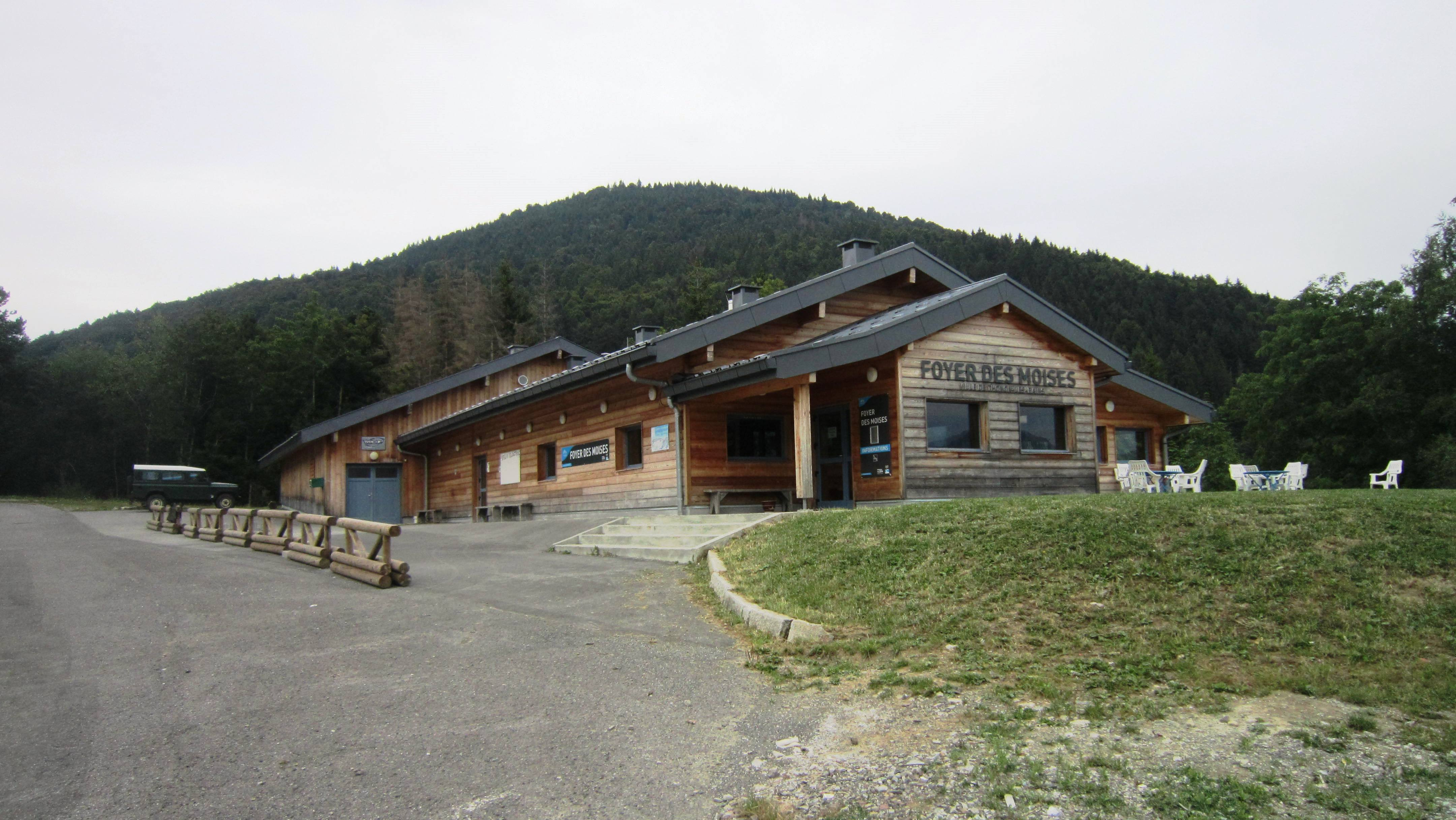
Le foyer de ski de fond devant le sommet des Bévieux.
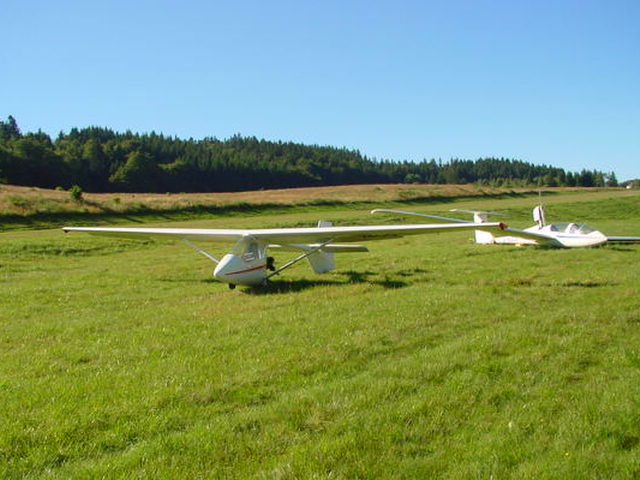
Planeurs au col des Moises.
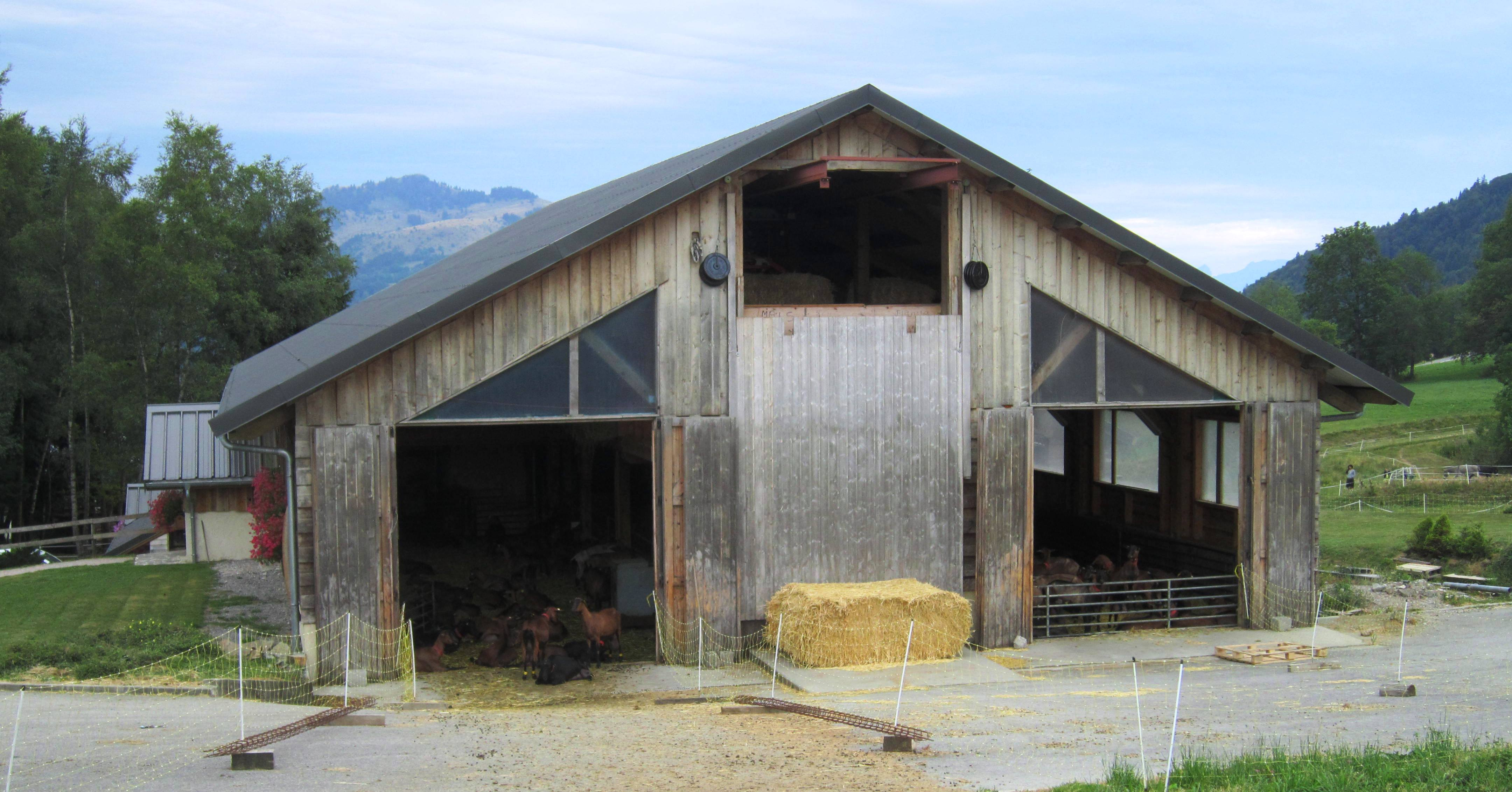
La chèvrerie-fromagerie et la pointe de Miribel à gauche.

## Sports
Le col est emprunté régulièrement par le rallye Mont-Blanc Morzine, comptant pour le championnat de France des rallyes. C'est dans sa descente que le pilote savoyard Frédéric Comte se tue, victime d'une très violente sortie au volant de sa Xsara WRC le 4 septembre 2015 lors de l'ES2, les Alpes du Léman. Sa femme et copilote Angélique, est gravement blessée.